# 알샤바브 SC (쿠웨이트)
알샤바브 SC(아랍어: نادي الشباب الرياضي)는 알아흐마디를 연고로 하는 쿠웨이트의 축구단이다. 현재 쿠웨이트 디비전 원에 참가하고 있다.

## 우승
- 쿠웨이트 1부 리그 (6): 1974–75, 2001–02, 2007–08, 2010–11, 2017–18, 2022-23

## 선수 명단

### 현역
참고: FIFA 자격 규정에 따라 소속된 국가대표팀 국기를 표시합니다. 선수는 복수의 FIFA 비회원국 국적을 가지고 있을 수 있습니다.
| 번호 | 포지션 | 국적 | 이름 |
| ---- | ------ | ---- | ---- |

| 번호 | 포지션 | 국적 | 이름 |
| ---- | ------ | ---- | ---- |

### 역대
틀:알샤바브 SC (쿠웨이트) 선수 명단